# Anzing
Anzing település Németországban, azon belül Bajorországban. Lakosainak száma 4475 fő (2023. december 31.). Anzing Markt Schwaben, Forstinning, Poing, Vaterstetten és Anzinger Forst községekkel határos.

## Népesség
A település népessége az elmúlt években az alábbi módon változott:
| Lakosok száma | 1018 | 1676 | 2472 | 3077 | 3802 | 4020 | 4220 | 4389 | 4430 | 4475 |
|               | 1875 | 1950 | 1975 | 1987 | 2012 | 2014 | 2016 | 2017 | 2021 | 2023 |

## Fekvése
Markt Schwaben déli szomszédjában fekvő település.

## Leírása
A kicsi község bájos korabeli barokk búcsújáró temploma 17. századi állapotában maradt fenn kívül-belül. A falu és a tőle fél km távolságra húzódó főút közötti barokk templom egy egykori kastély 1669-ben épült kápolnája (Schlosskapelle).

## Nevezetességek
- Szt. Mária templom (Wallfahrtskirche St. Mária)

## Galéria

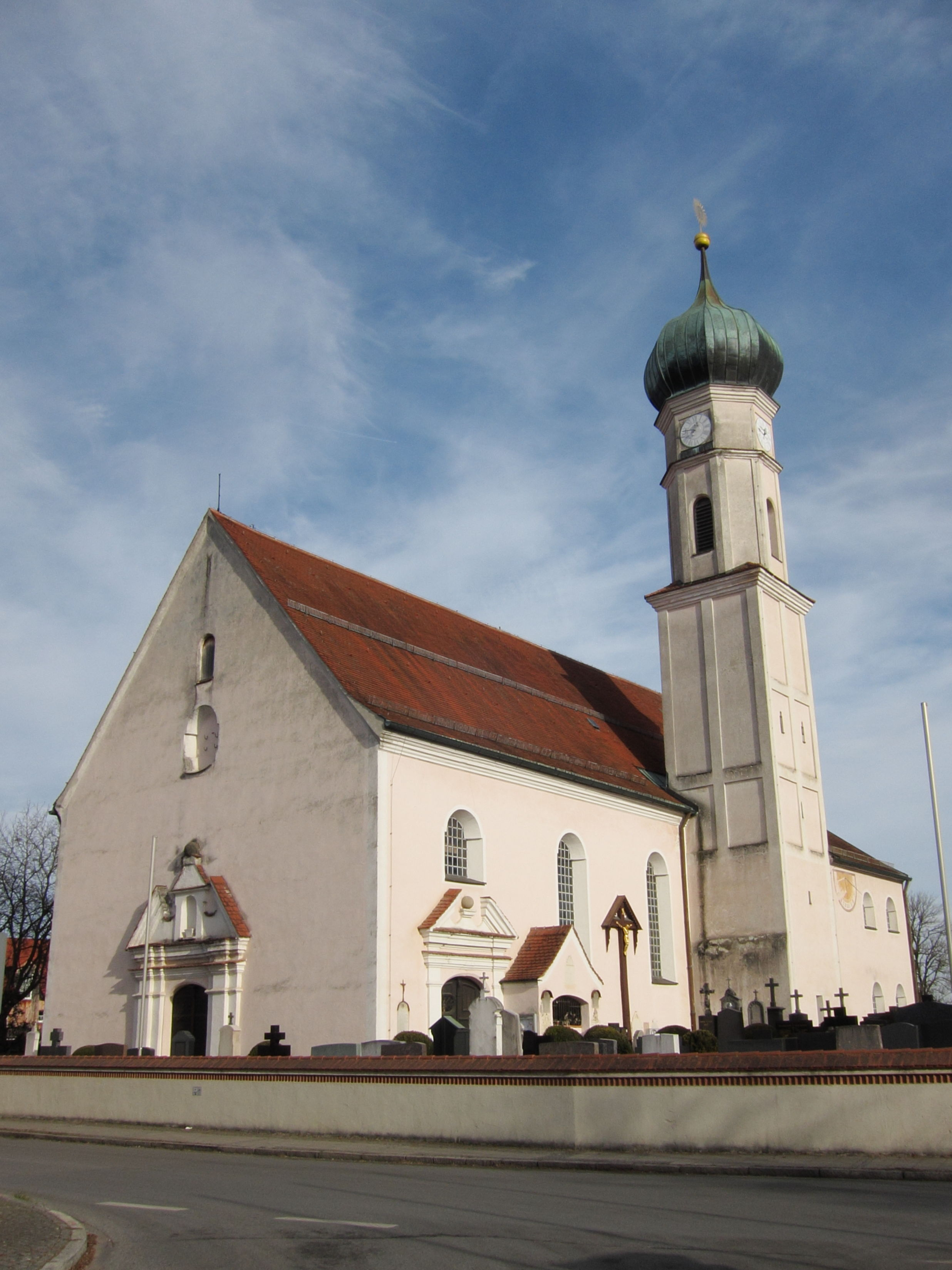
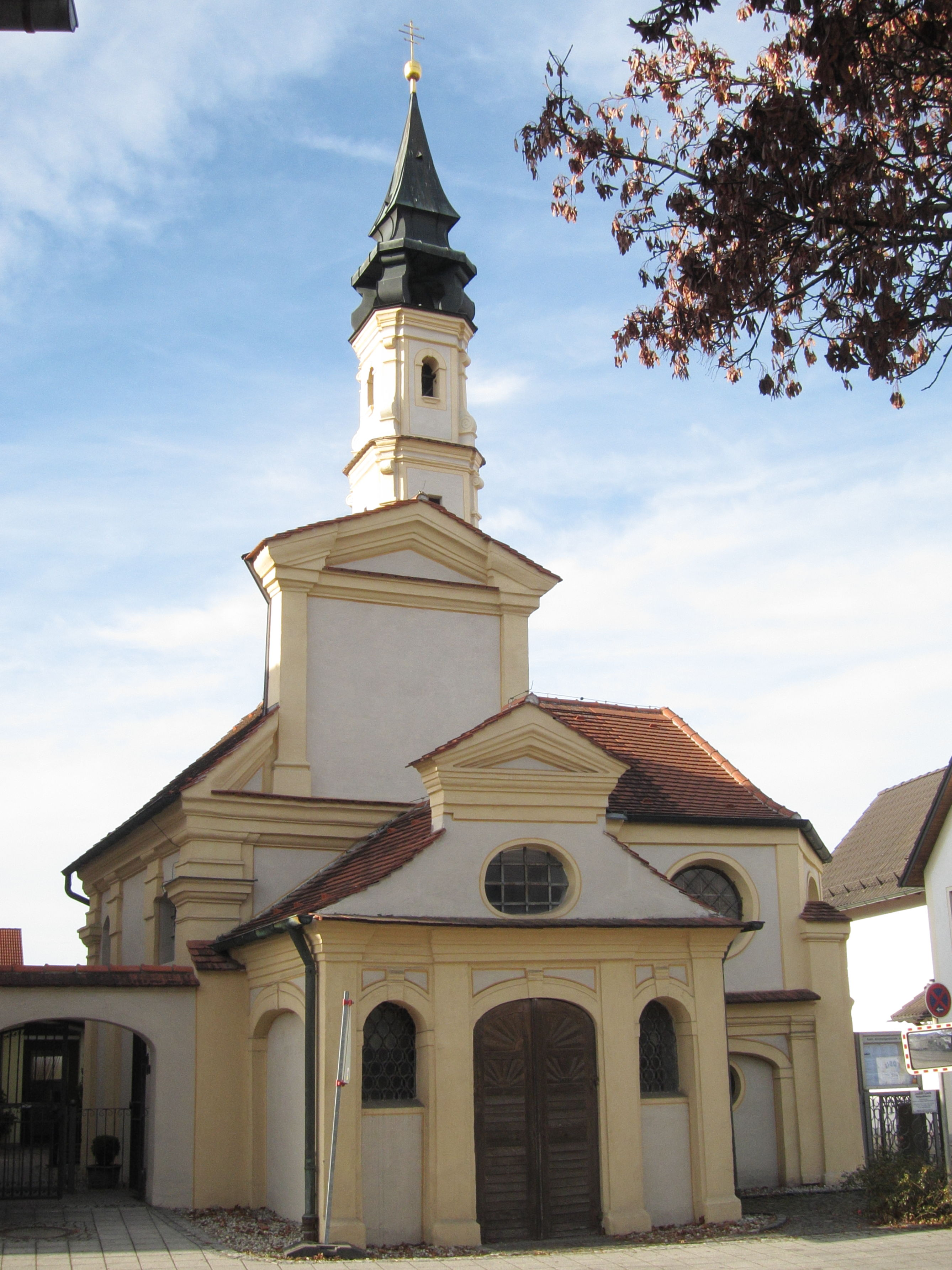
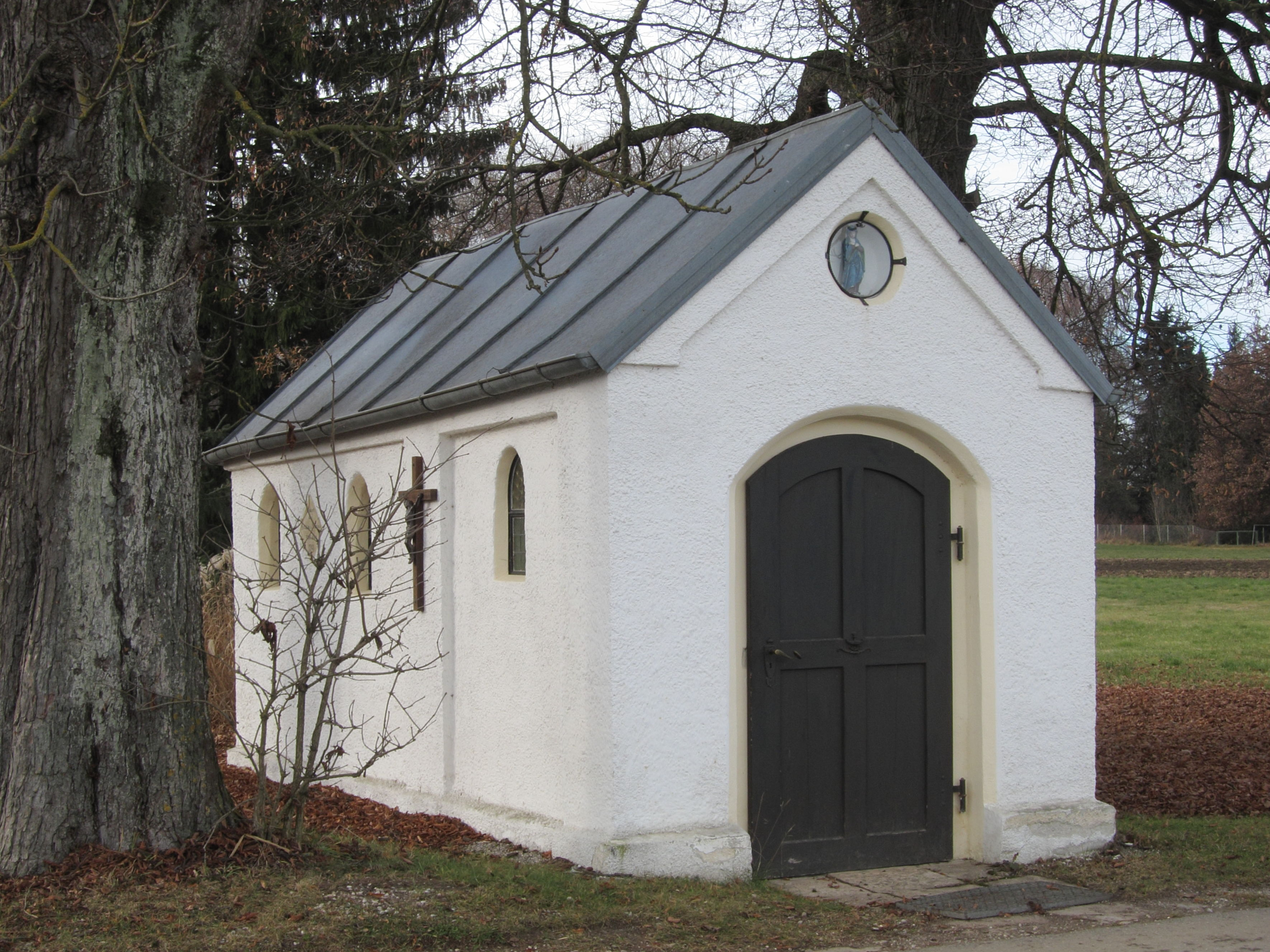
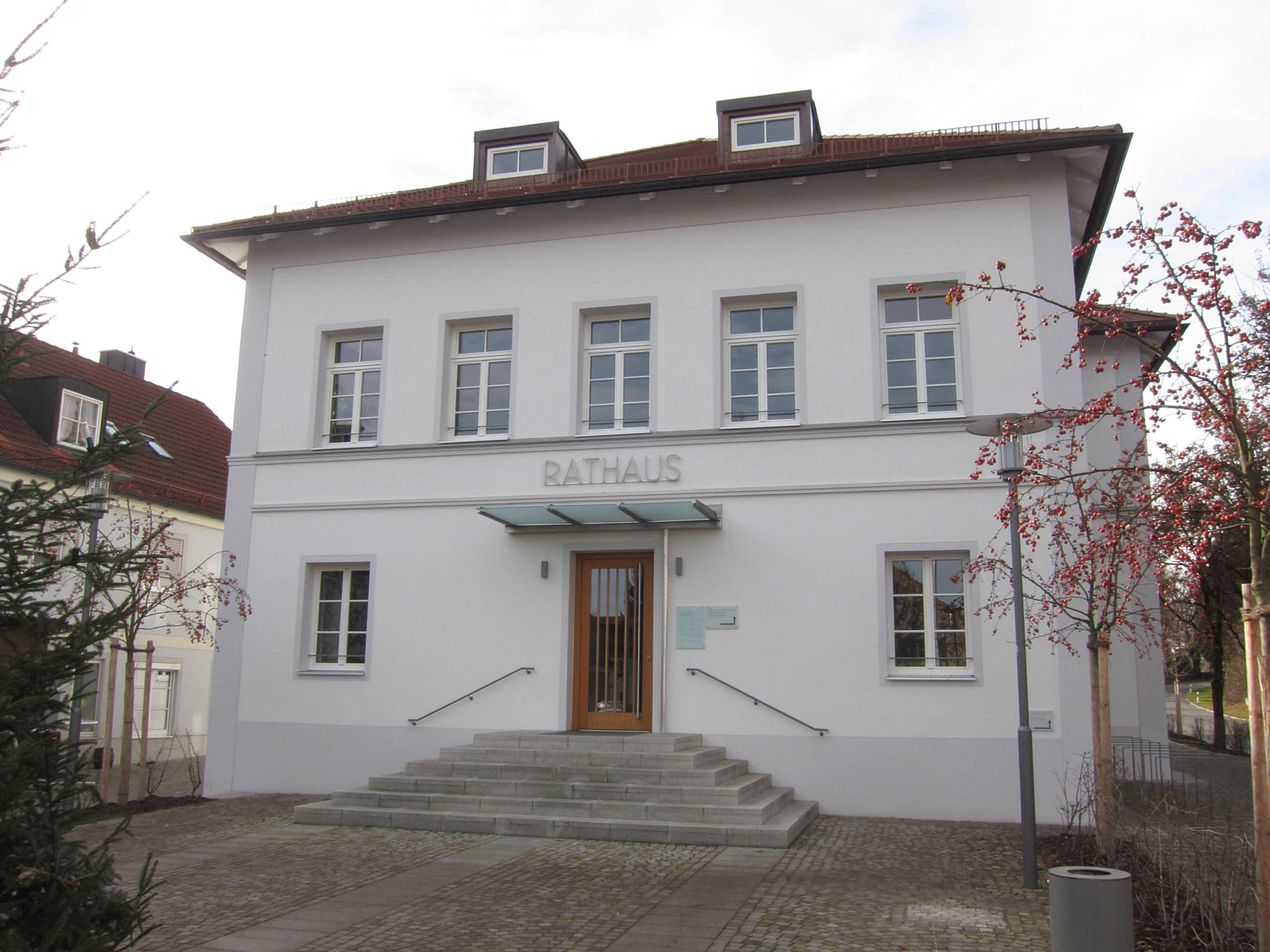
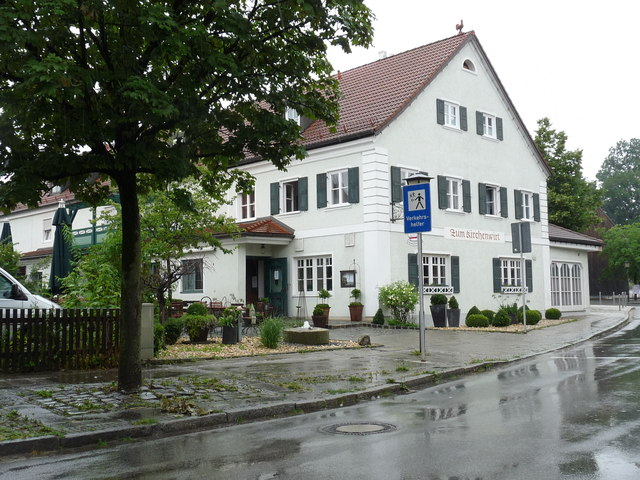
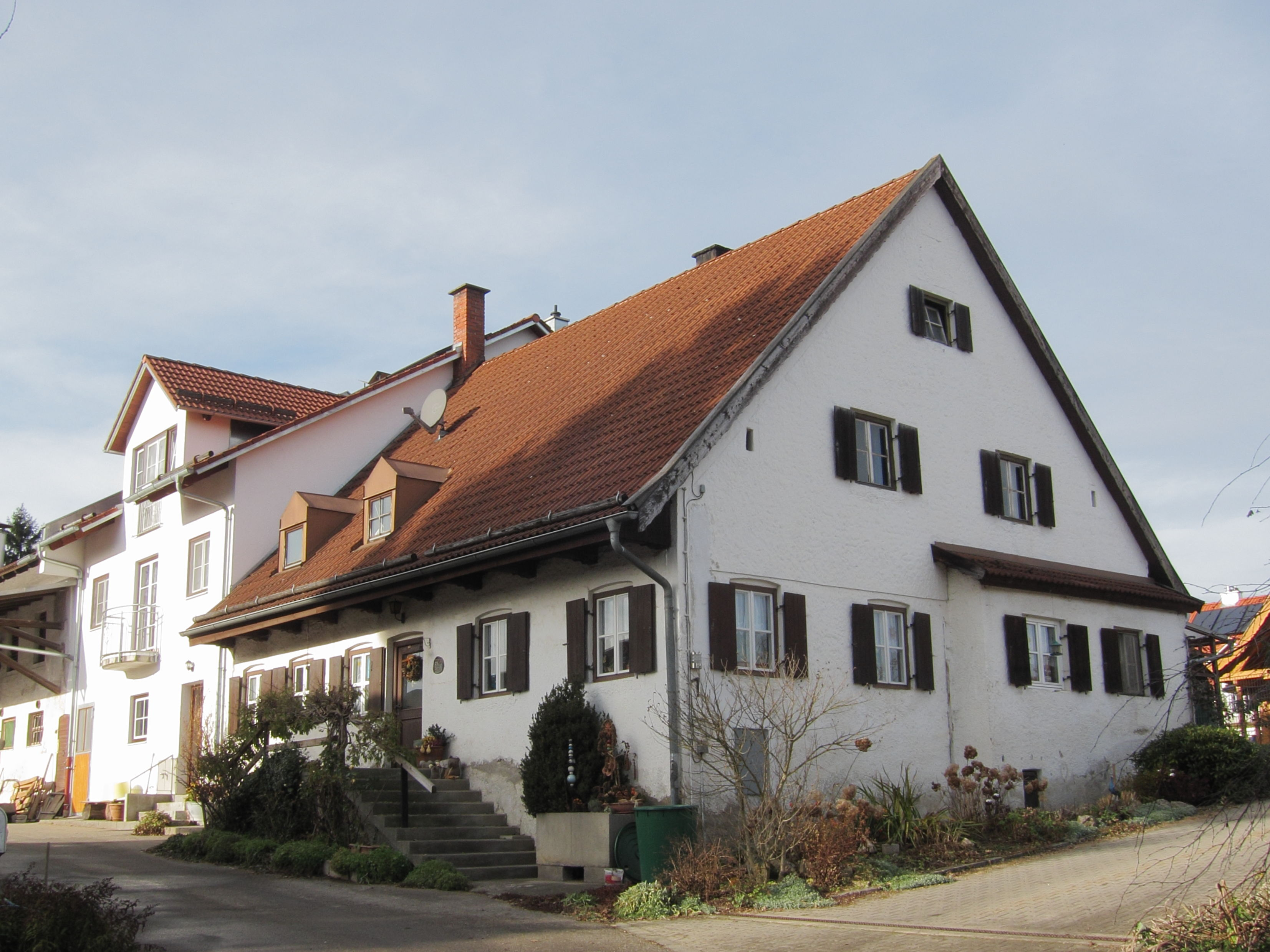